# Utsuro-bune
Utsuro-bune (虚舟 (Hư châu) 'con tàu rỗng'), còn gọi là Utsuro-fune, và Urobune, dùng để chỉ một vật thể không xác định được cho là đã dạt vào bờ biển vào năm 1803 ở tỉnh Hitachi trên bờ biển phía đông Nhật Bản. Khi định nghĩa Utsuro-bune, phần bune có nghĩa là "thuyền" trong khi Utsuro có nghĩa là trống không, hoặc rỗng. Những tường thuật của câu chuyện xuất hiện trong ba thư tịch: Toen shōsetsu (1825), Hyōryū kishū (1835) và Ume-no-chiri (1844).

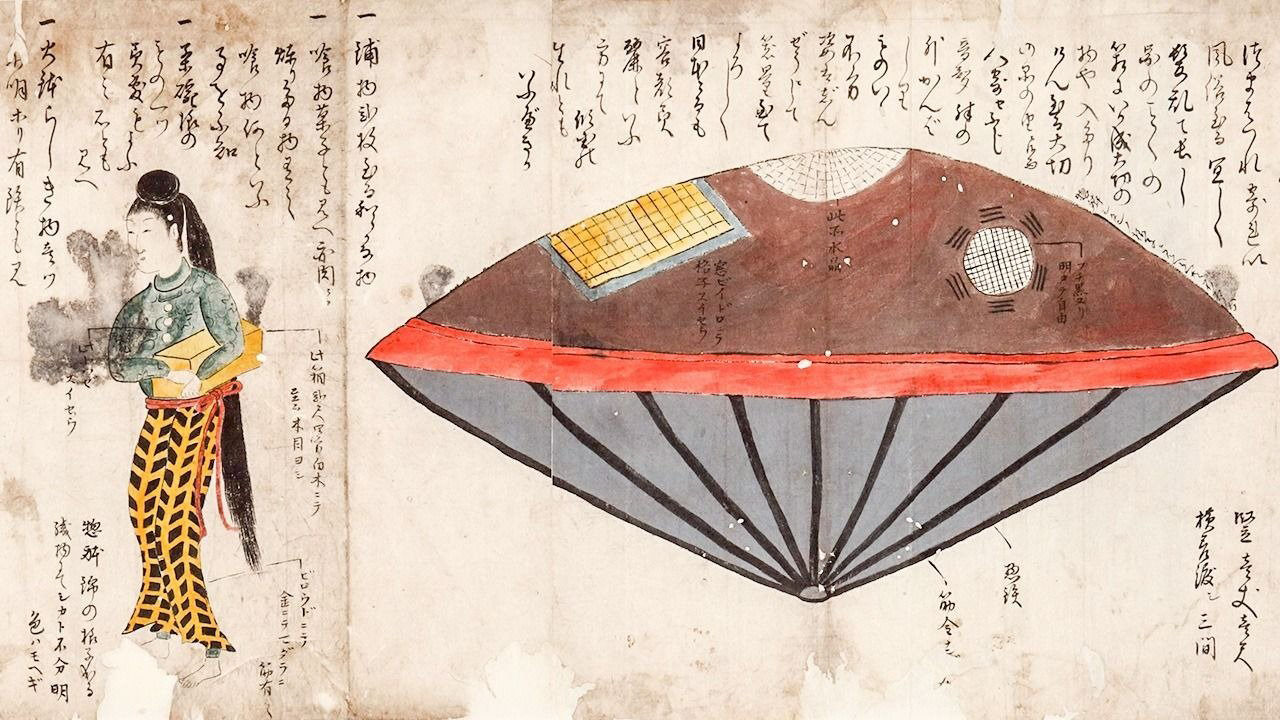
Utsuro-bune. Manjudō, con thuyền kỳ lạ trôi dạt vào bờ biển của Chúa tể Ogasawara.

Theo truyền thuyết, một phụ nữ trẻ 18-20 tuổi có vẻ ngoài quyến rũ, đến một bãi biển địa phương trên "con tàu rỗng" vào ngày 22 tháng 2 năm 1803. Các ngư dân đã đưa cô vào đất liền để điều tra thêm, nhưng người phụ nữ này không thể giao tiếp bằng tiếng Nhật. Cô ấy rất khác với bất kỳ ai khác ở đó. Các ngư dân sau đó đã trả cô và tàu của cô về biển, để rồi nó bị trôi dạt ra xa.
Các nhà sử học, dân tộc học và vật lý học như Tanaka Kazuo và Yanagita Kunio đã đánh giá "truyền thuyết về chiếc thuyền rỗng" là một phần của truyền thống lâu đời trong văn hóa dân gian Nhật Bản. Ngoài ra, một số nhà nghiên cứu UFO đã tuyên bố rằng câu chuyện đại diện cho bằng chứng cho cuộc tiếp xúc cự ly gần với người ngoài hành tinh.

## Truyền thuyết

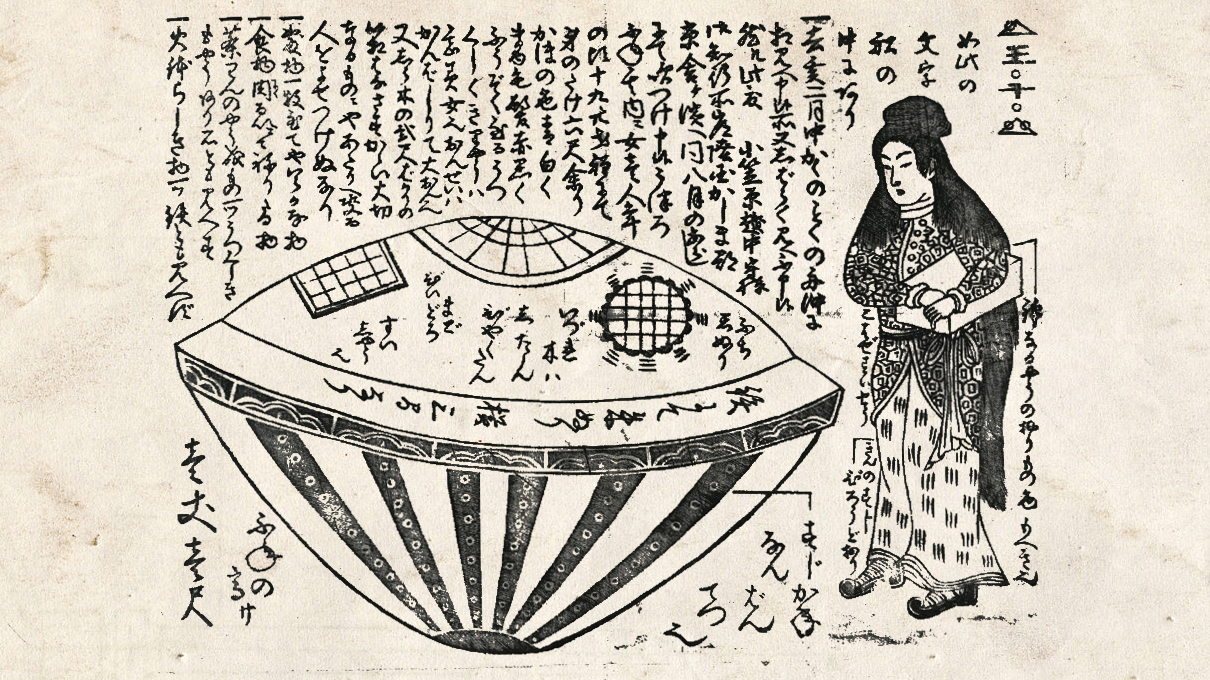
Bức vẽ Utsuro-bune bằng mực của Nagahashi Matajirou (1844).

## Diễn giải

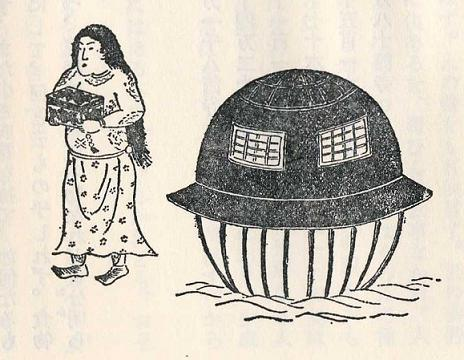
Bức vẽ Utsuro-bune bằng mực của Kyokutei Bakin (1825).